# امازونیا (میسوری)
امازونیا، میسوری (به انگلیسی: Amazonia, Missouri) یک منطقهٔ مسکونی در ایالات متحده آمریکا است که در میزوری واقع شده‌است.

## خصوصیات
امازونیا ۰٫۹۶ کیلومترمربع مساحت و ۳۱۲ نفر جمعیت دارد و ۲۵۴ متر بالاتر از سطح دریا واقع شده‌است.